# Hyundai Dynasty
Hyundai Dynasty — седан представительского класса, появился в мае 1996 года и выпускался до июля 2005 года. Комплектации соответствовали представительскому классу. В стандартное оснащение были включены гидроусилитель руля, дисковые тормоза на передней и задней оси, ABS, электронная система контроля устойчивости (введенная в начале 2000-х годов), литые диски, электростеклоподъемники, передние и задние сиденья с обивкой из велюра или из кожи с электрическими регулировками.
Интересной особенностью модели было комплектование двумя подушками безопасности для заднего правого пассажира.

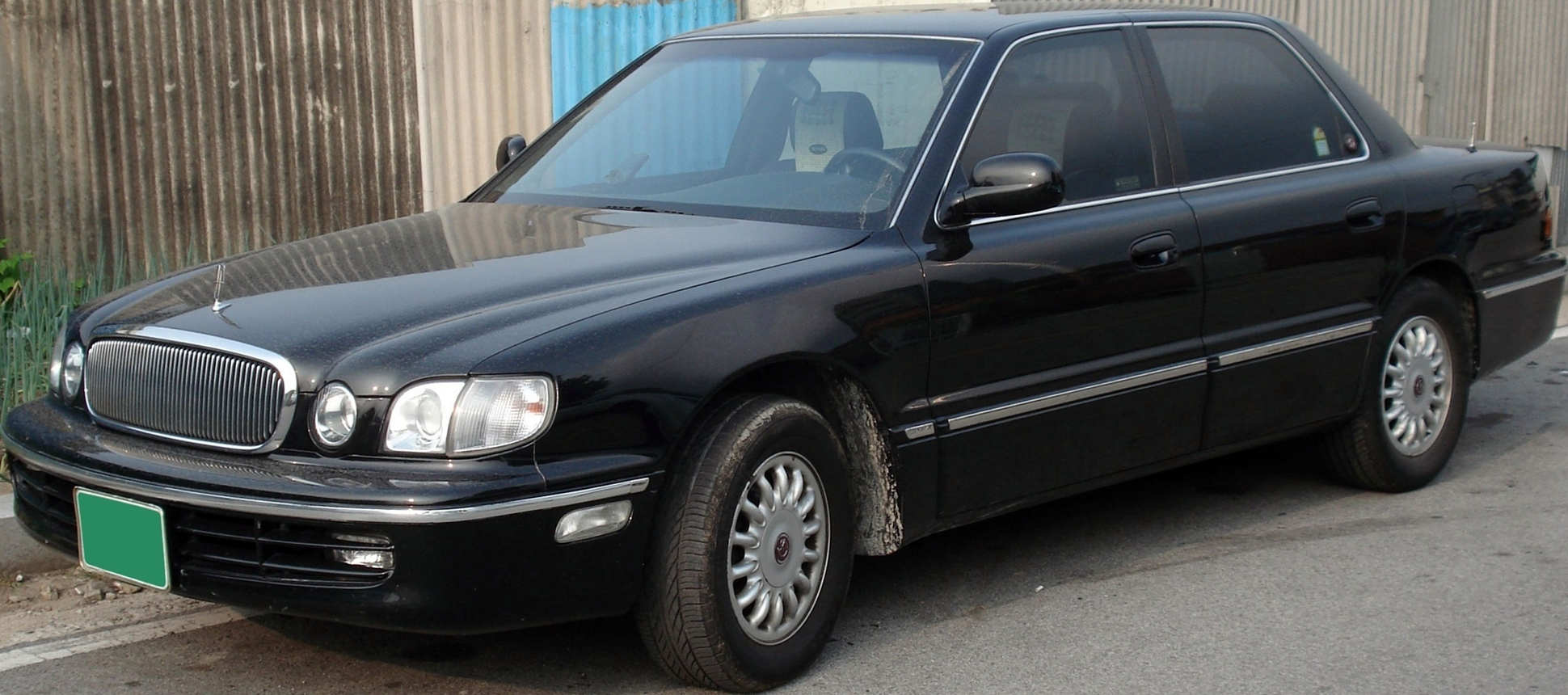
Hyundai Dynasty (1996–2005)
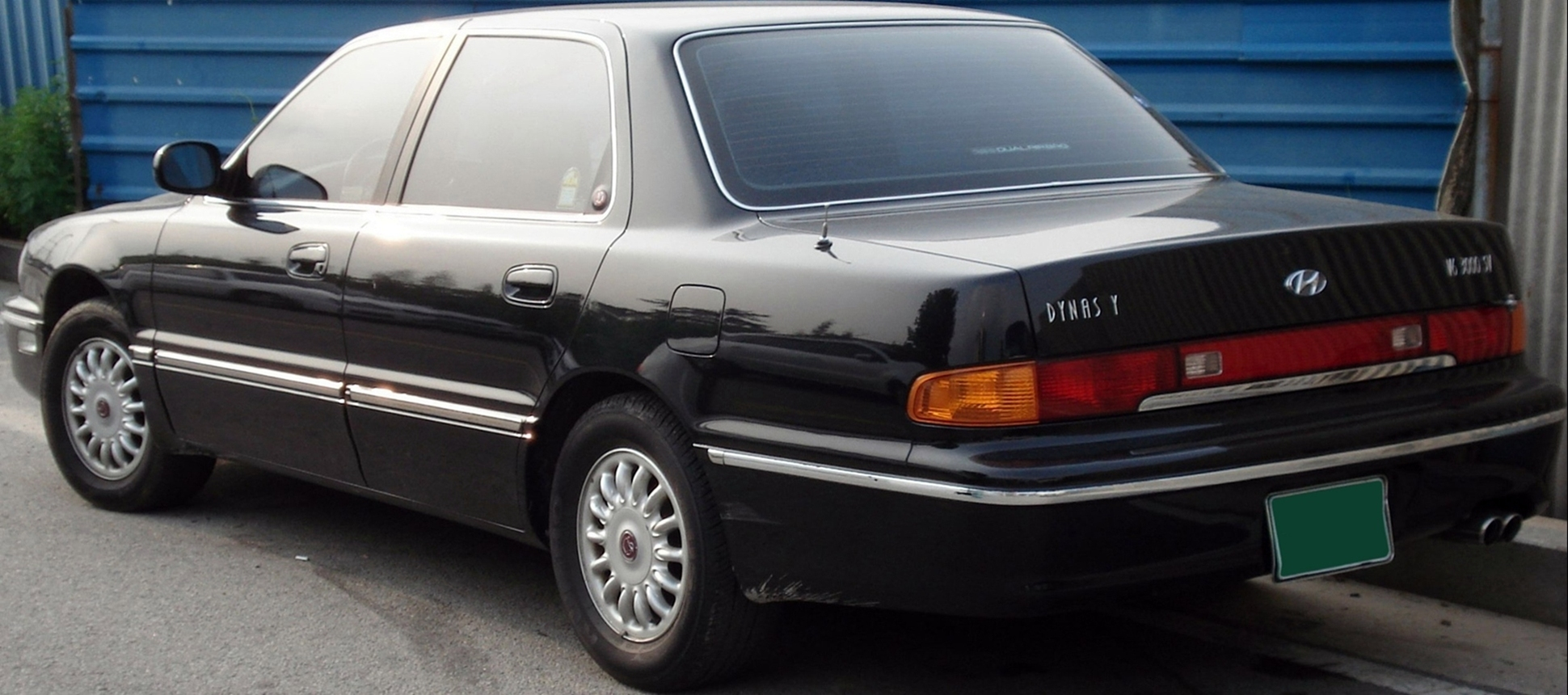
Hyundai Dynasty (1996–2005)
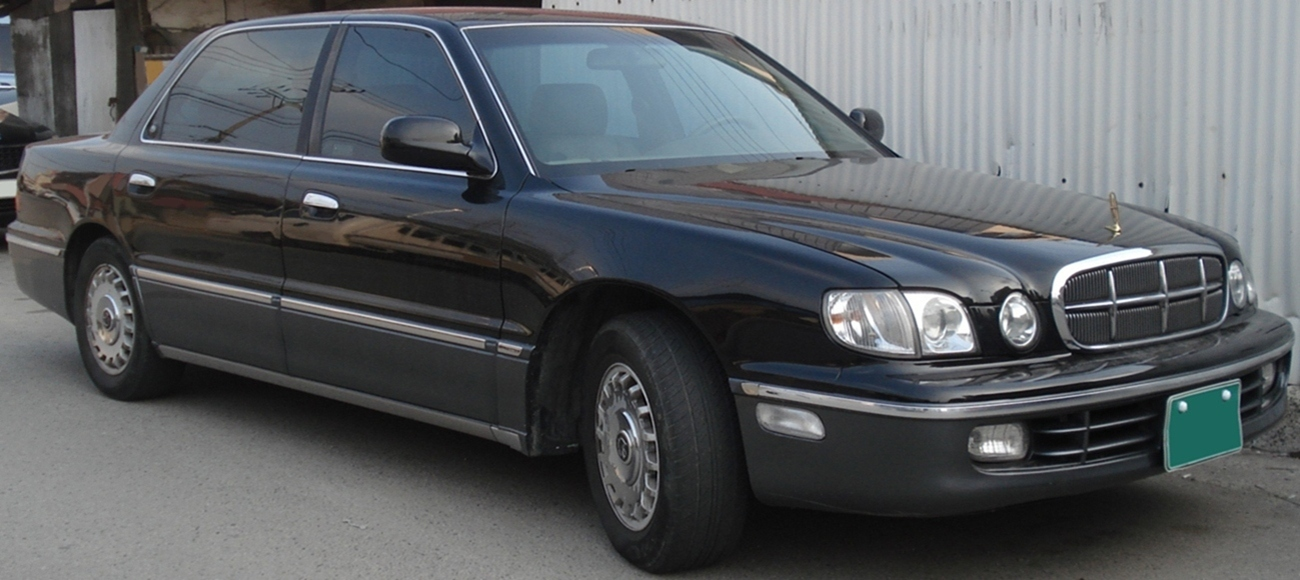
Hyundai Dynasty лимузин (1996–2005)
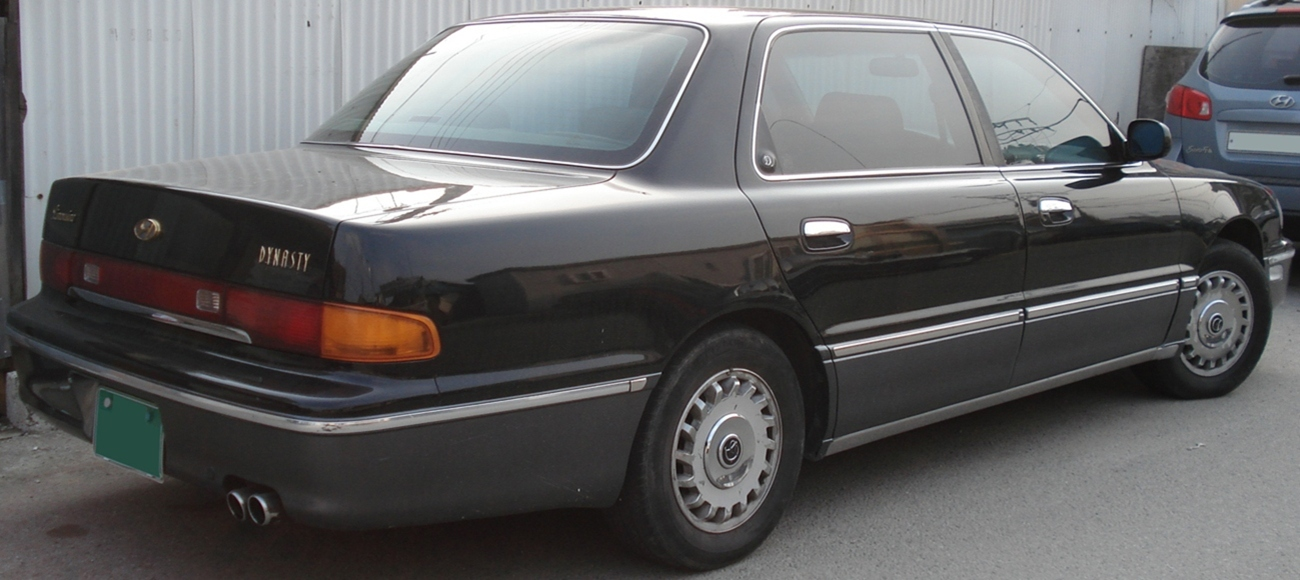
Hyundai Dynasty лимузин (1996–2005)

## Двигатели
| Модель               | Объем см³            | Конфигурация         | Цилиндров шт         | Клапанов шт          | Максимальная мощность кВт (л. с.) при об/мин | Максимальный крутящий момент Нм при об/мин | Комментарии                                                                                      |
| Бензиновые двигатели | Бензиновые двигатели | Бензиновые двигатели | Бензиновые двигатели | Бензиновые двигатели | Бензиновые двигатели                         | Бензиновые двигатели                       | Бензиновые двигатели                                                                             |
| -------------------- | -------------------- | -------------------- | -------------------- | -------------------- | -------------------------------------------- | ------------------------------------------ | ------------------------------------------------------------------------------------------------ |
| 2.5                  | 2497                 | V-образный           | 6                    | 24                   | 127 (170)/6000                               | 220/3750                                   | Код двигателя: Hyundai Sigma G6AV.                                                               |
| 3.0                  | 2972                 | V-образный           | 6                    | 24                   | 151 (202)/6000                               | 271/4500                                   | Код двигателя: Hyundai Sigma G6AT. Основой двигателя служил двигатель Mitsubishi Cyclone (6G73)  |
| 3.5                  | 3496                 | V-образный           | 6                    | 24                   | 165,5 (222)/5500                             | 318/4000                                   | Код двигателя: Hyundai Sigma G6AU. Основой двигателя служил двигатель Mitsubishi Cyclone (6G73). |

- Дизельный двигатель не устанавливался на данную модель.